# Callopistria albistriga
Callopistria albistriga là một loài bướm đêm trong họ Noctuidae.